# Gaetano Benini
Gaetano Benini (Bologna, 26 marzo 1809 – Savona, 28 ottobre 1888) è stato un attore teatrale italiano, capostipite di una famiglia di attori, conosciuta nel teatro veneto.

## Biografia

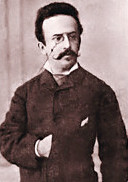
Giacinto Gallina

Gaetano Benini trasformò la sua compagnia teatrale italiana in compagnia anche dialettale, fondando nel 1874 una nuova "italo-veneta", come allora si chiamavano quelle formazioni che alternavano la rappresentazione di un testo in dialetto con quella d'un testo in lingua.

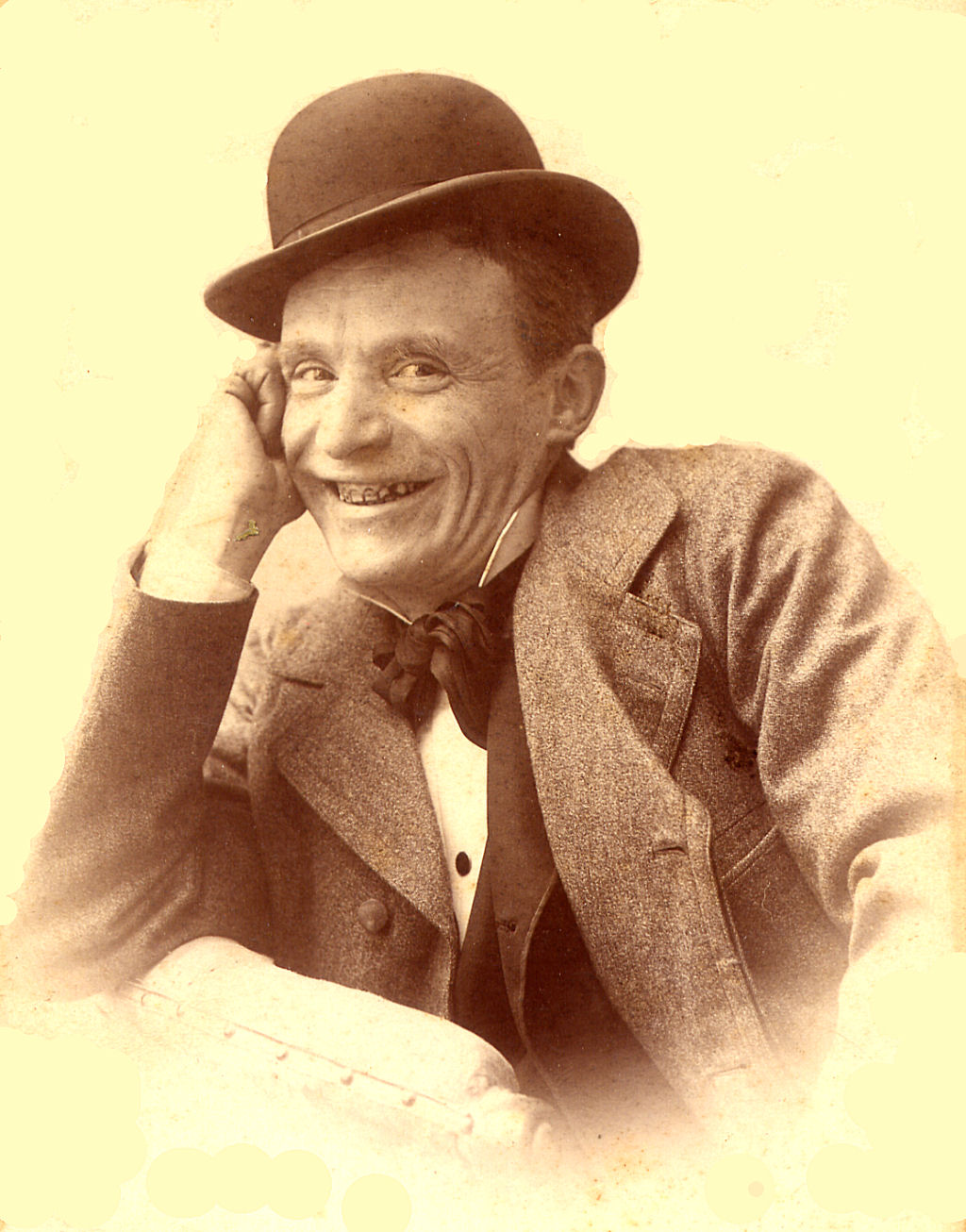
Ferruccio Benini

Gaetano, che si dedicò all'attività di attore per evitare le persecuzioni politiche, era a quel tempo un capocomico secondario, noto a un certo pubblico per le sue edizioni sceniche di drammi elaborati e terrificanti, con "giustizia finale", oppure per le interpretazioni da "amoroso", di bella presenza scenica, di modi eleganti e di un'accorta modulazione di voce penetrante.
Nell'arco della sua carriera riuscì a riscuotere maggiore successo con la "italo-veneta", ma non solo grazie all'utilizzo di un repertorio notevolmente vario (nel 1882 quasi duecento produzioni); grande merito ebbero le interpretazioni di due giovani attori, Italia e Ferruccio, nati dal matrimonio di Gaetano Benini con l'attrice Elena Tamberlicchi (Firenze 1822-Bologna 1908), che contribuirono al raggiungimento di buoni risultati sul palcoscenico.
Da quella formazione che alternava l'Amleto di William Shakespeare e i Recini da festa (Orecchini da festa) di Riccardo Selvatico, nacque successivamente, nel 1890, la compagnia fondamentalmente veneta diretta da un autore di fama, Giacinto Gallina: compagnia d'importanza nazionale in cui Italia Benini, allontanatasi dalle eroine tragiche, brillò pienamente per la poeticità del suo stile casalingo, e in cui Ferruccio Benini, che si era già dimostrato un pregevole "brillante", compose tra l'altro, con abilità sia nel comico sia nel drammatico, tre personaggi creati per lui dallo stesso Gallina, tra il 1891 e il 1894: il Nobilomo Vidal di Serenissima e della Base de tuto, il Beneto di Fora del mondo e il Micel della Famiglia del Santolo.